# Ganthier
Ganthier (em crioulo, Gantye ), é uma comuna do Haiti, situada no departamento do Oeste e no arrondissement de Croix-des-Bouquets. De acordo com o censo de 2003, sua população total é de 71.261 habitantes.